# Valea Argovei
Valea Argovei è un comune della Romania di 2 529 abitanti, ubicato del distretto di Călărași, nella regione storica della Muntenia.
Il comune è formato dall'unione di 5 villaggi: Lunca, Ostrovu, Siliștea, Valea Argovei, Vlădiceasca.